# District de Dolný Kubín
Le district de Dolný Kubín est l'un des 79 districts de Slovaquie dans la région de Žilina.

## Démographie

### Évolution de la population
| Année:               | 1994.  | 2004.   | 2014.   | 2024.   |
| -------------------- | ------ | ------- | ------- | ------- |
| Nombre de personnes: | 38 497 | 39 458  | 39 469  | 38 726  |
| Différence:          |        | +2,49 % | +0,02 % | -1,88 % |

| Année:               | 2023.  | 2024.   |
| -------------------- | ------ | ------- |
| Nombre de personnes: | 38 734 | 38 726  |
| Différence:          |        | -0,02 % |

## Liste des communes
Source :

### Ville
- Dolný Kubín

### Villages
Bziny | Dlhá nad Oravou | Horná Lehota | Chlebnice | Istebné | Jasenová | Kraľovany | Krivá | Leštiny | Malatiná | Medzibrodie nad Oravou | Oravská Poruba | Oravský Podzámok | Osádka | Párnica | Pokryváč | Pribiš | Pucov | Sedliacka Dubová | Veličná | Vyšný Kubín | Zázrivá | Žaškov